# Nádor György (zongoraművész)
Nádor György (Budapest, 1943. augusztus 4. –) magyar zongoraművész, egyetemi tanár.

## Élete
Apja orvos, anyja opera-énekesnő volt. Zenei tanulmányait Budapesten kezdte. Zenei tehetsége és elhivatottsága miatt (1957) felvételt nyert a budapesti Bartók Béla konzervatóriumba ahol tanárai Zempléni Kornél és Huzella Elek voltak. Zongoraművész diplomáját 1966-ban szerezte a Liszt Ferenc Zeneművészeti Egyetemen, ahol Wehner Tibor és Sándor Frigyes tanítványa volt. Az akkori idők lehetőségei szerint 1966-tól 1968-ig aspiráns a moszkvai Állami Csajkovszkij Konzervatóriumban. 1968-tól tanársegéd, majd 1982 óta a Liszt Ferenc Zeneművészeti Egyetem docense 2013-tól professor emeritusa. Az 1970–80-as években mint szólista és kamarazenész koncertezett Magyarországon, Európában és a világ számos országában. Nemzetközileg elismert művész és egyetemi oktató. Évtizedek alatt számos ország egyetemén vendégprofesszor és elismert nemzetközi zongoraversenyek aktív zsűritagja. Hosszú évek eredményes tanári munkája során sok tehetséges azóta elismert művész és egyetemi oktató volt a tanítványa (Mocsári Károly, Tóth Péter, Réti Balázs, Koczor Péter, Krausz Adrienn, Fülei Balázs, Szentpéteri Csilla ).

## Tanítványok eredményei
| Név                | Verseny |
| ------------------ | --- |
| Báll Dávid         | Számos hazai és nemzetközi verseny díjazottja, a Zeneakadémia habilitált doktora. Háromszoros Fischer Annie Ösztöndíjas, Magyary Zoltán Posztdoktori Ösztöndíjas, Universitas-díjas zongoraművész.                                                                        |
| Mocsári Károly     | Számos nagy nemzetközi verseny győztese és helyezettje |
| Tóth Péter         | Budapesti és weimari Liszt-verseny győztese, és számos egyéb versenygyőzelem |
| Réti Balázs        | Dublin, nemzetközi verseny: I. díj |
| Koczor Péter       | Barcelona, nemzetközi verseny: I. díj |
| Krausz Adrienn     | Cincinnati, nemzetközi verseny: I. díj |
| Fülei Balázs       | XXV. "Ettore Pozzoli" Nemzetközi Zongoraverseny: III. díj, XIII. Nemzetközi Csajkovszkij-verseny: a legjobb zongorakísérő díja, Arcangelo Speranza Nemzetközi Zongoraverseny: I. díj, The International Holland Music Sessions-től elnyerte a "New Masters On Tour" díjat |
| Szentpéteri Csilla | Ösztöndíjak: Basel, Róma, Santander, Mesterdiploma: Accademia Santa Cecilia, Markneukirchen - Legjobb zongorakísérő díj, 1997. "Legtehetségesebb fiatal művész" díj, 8 nagylemez, 2006. Piano Planet DVD, 2014. 100% ZENE koncertfilm                                     |